# Cap Caccia
Pour les articles homonymes, voir Caccia.

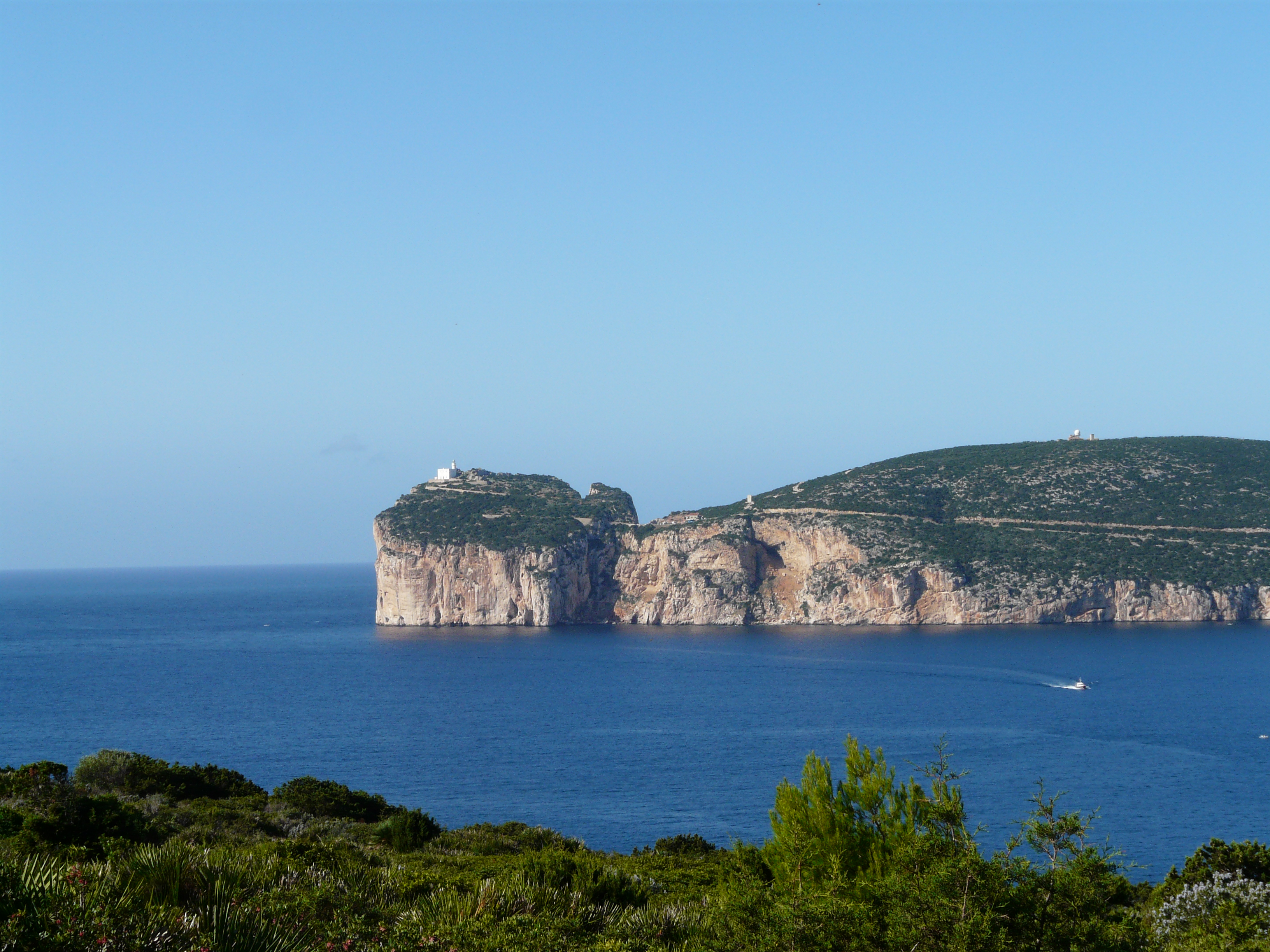
Cap Caccia vue de la Punta Giglio séparés par le golfe de Porto Conte

Le cap Caccia (en catalan et alguérois cap de la Caça) est une imposante presqu'île de calcaire située dans la province de Sassari à l'extrémité nord-occidentale de la Sardaigne.
Avec la Punta Giglio (it), il ferme le golfe de Porto Conte (it), et sa partie distale se présente face à la baie d'Alghero (it).
Le cap Caccia (en français, cap Chasse) doit son nom à la chasse aux pigeons qu'organisaient les notables au XIXe siècle autour du cap, depuis leurs embarcations, durant les périodes de mer calme.

## Description
Le cap Caccia, d'une hauteur de 
168 m, accueille une station météorologique ainsi qu'un phare visible jusqu'à 34 milles. Proche du cap se trouve l'île Foradada (it), important stack, forée de part en part, d'où son nom. Sur une partie de la falaise, est aménagée une via ferrata dite Via ferrata du Cabirol (it), longue de 1 200 m.

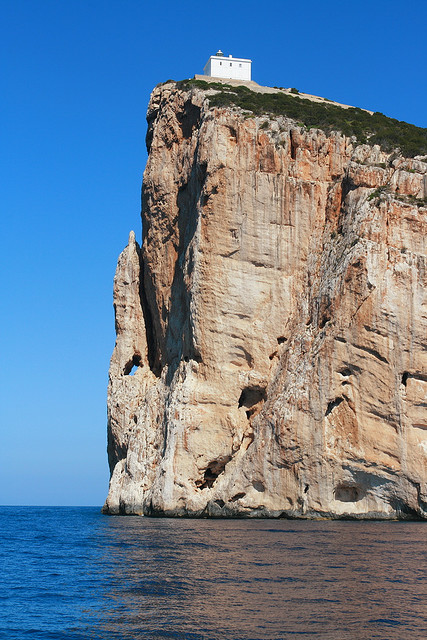
La partie extrême du cap surmontée de son phare.

Il est possible d'observer le long des parois rocheuses l'aigle de Bonelli, le faucon pèlerin, le goéland leucophée, des pétrels, des martinets. Récemment, il a été déclaré havre permanent de protection de la faune au grand bénéfice des diverses espèces présentes aussi bien sur que sous l'eau; actuellement, sur toute l'entière zone sont présentes l'Aire naturelle marine protégée cap Caccia -île Piana (it) ainsi que le parc Porto Conte, parc régional terrestre, avec faune et flore unique, tel l'imposant vautour fauve.

## Géomorphologie
Le cap Caccia est aussi connu pour sa typologie karstique; de nombreuses grottes sont présentes dans sa partie inférieure qui autrefois étaient fréquentées par des colonies de phoques moines, aujourd'hui complètement disparues, à la suite d'intensives campagnes de chasse conduites jusqu'au début du XIXe siècle. 
La grotte la plus connue, qui porte le nom du Dieu des mers, est celle de Neptune alors que sous l'eau se trouve la célèbre et très visitée, par les plongeurs sous-marins, la grotte de Nérée (it), dédiée au père des Néréides, et considérée comme la plus grande grotte submergée de toute la Méditerranée. Dans tous les fonds marins environnants est encore présent le Corallium rubrum, précieux corail rouge qui depuis des siècles est utilisé, notamment dans la joaillerie, par les artisans locaux, et qui a donné à cette frange du littoral le nom de Riviera du Corail (it).

## Grottes de superficie
- Grotta della Foca Monaca
- Grotta del Gaurra (del Gabbiano)
- Grotta Verde o dell'altare o di Sant'Elmo

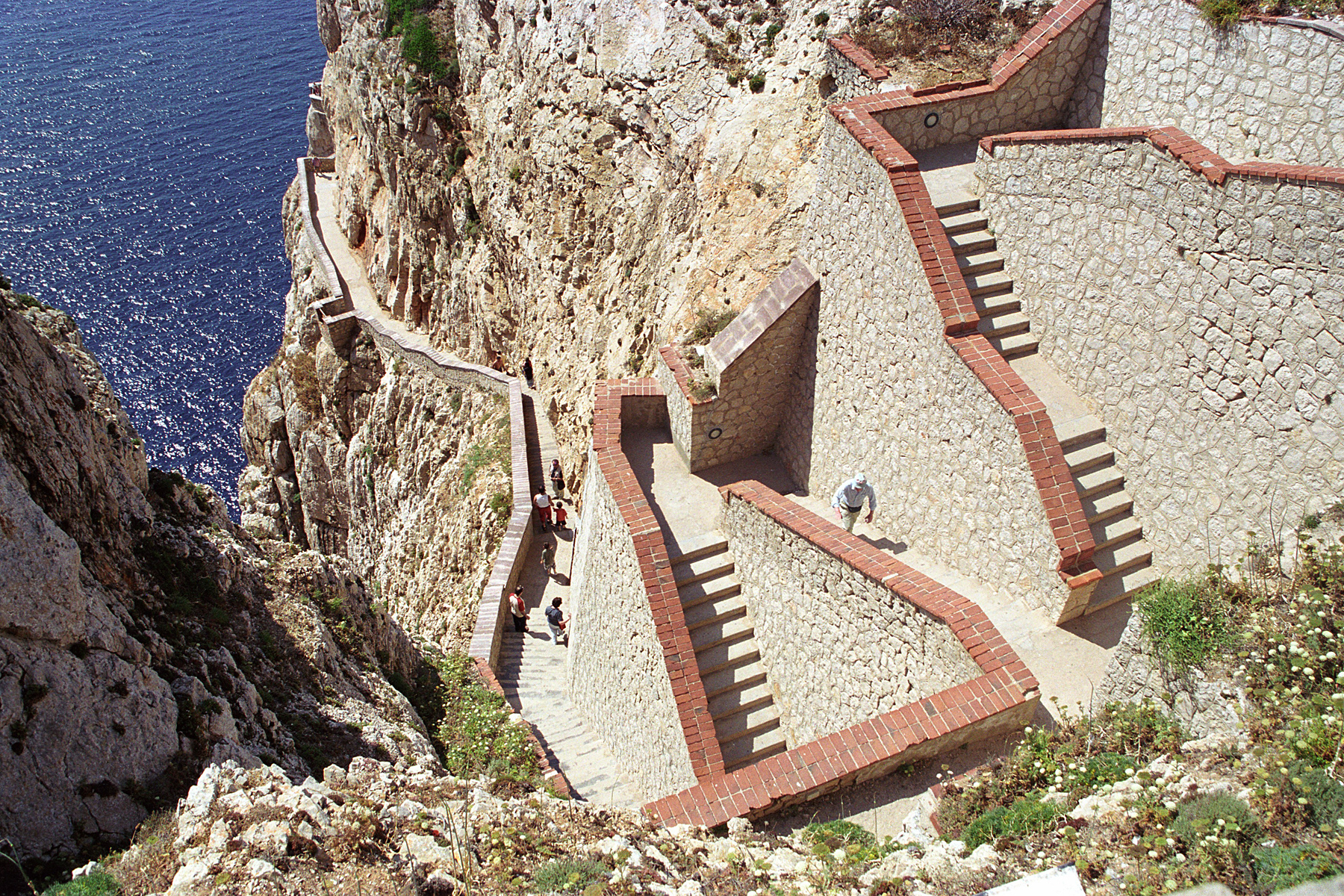
LEscala del Cabirol, escalier qui permet l'accès à la grotte de Neptune.

- Grotte de Neptune (partie supérieure)
- Grotta dei Pizzi e ricami
- Grotta Gea (Group Espeleologic Algueres)
- Grotta del Belvedere o del soffio (partie supérieure)

## Grottes submergées
- Grotta della Madonnina
- Grotte de Nérée (it)
- Grotta del Sifone
- Grotta del Tunnel
- Grotte de Neptune (partie submergée)
- Grotta dei Portici o di Punta Salinetto
- Grotta del Belvedere o del soffio (partie submergée)